# Фатаморгана
Фатаморгана је оптичка појава у атмосфери настала инверзијом температуре у којој се на далеком хоризонту јавља инвертован лик удаљеног објекта. Понекад се види и лик објекта као и неколико наизменичних ликова објекта и његовог огледалског лика.

## Настанак
Фатаморгана је једна од неколико оптичких појава које се групно називају миражи (mirari лат. зачуђујући). Постоје горњи и доњи миражи што се односи на то где се оптички ефекат појављује у односу на прави објекат. Фатаморгана је горњи мираж. Много уобичајенији је доњи мираж који се јавља услед тоталне рефлексије светлости на слоју врелог ваздуха при самој земљиној површини.
Горњи мираж, фатаморгана, (доња схема на слици) јавља се над хладном површином земље при инверзионој расподели температуре (температура расте са висином). Доњи мираж (горња схема на слици) се јавља при врло великом вертикалном градијенту температуре (пад температуре са порастом висине) над прегрејаном равном површином, пустињом или асфалтираним путем. Огледалска рефлексија неба ствара илузију постојања воде на површини. 
У пустињама се јављају обе врсте миража (горњи и доњи) које ми називамо фатаморганом а које стварају илузију о постојању велике водене масе (језера) у даљини. У ствари, ради се о рефлексији (дакле, није плод маште како се погрешно верује) слике неба са топлог ваздуха изнад песка. На асфалтним путевима мираж ствара утисак да се небо огледа у барици воде. 
До тоталне рефлексије долази при преласку светлости из оптички гушће у оптички ређу средину. Асфалт (и песак) упијају сунчеве зраке и ту топлоту преносе ваздуху изнад због чега његова густина и индекс преламања постају нижи од околног ваздуха који је знатно хладнији. Тотално се рефлектују само зраци који падају под врло малим углом у односу на раван рефлексије, дакле, зраци који долазе из удаљених објеката који су ниско на хоризонту.
Стриктно говорећи, миражи су последица рефракције (преламања) а не рефлексије (одбијања) светлости али је овде, због једноставности, опис дат преко рефлексије...

## Занимљивости
Неки научници сматрају да су Викинзи допловили до обала Америке управо зато што су видели њен одраз на небу. Дешава се, наиме, да се одрази неких удаљених бродова на мору могу видети на небу. Врло често се и „појава„ НЛО-а приписује управо фатаморгани.